# Bob Neyret
Robert "Bob" Neyret (rođen 28. veljače 1934.) je francuski umirovljeni reli-vozač, koji se natjecao tijekom 1960-ih i 1970-ih. Tijekom karijere pobijedio je na Reliju Maroko 1969. i 1970. Nastupao je na utrkama svjetskog prvenstva u reliju. Na podiju je završio dva puta i to oba puta na Reliju Maroko; kao drugi sezone 1973. u automobilu Citroën DS 23 i kao treći sezone 1975. u automobilu Alpine-Renault A110 1800.